# الجبوب (يريم)

تعديل مصدري - تعديل

الجبوب محلة تابعة لقرية اقراض، التابعة لعزلة بني مسلم بمديرية يريم إحدى مديريات محافظة إب في الجمهورية اليمنية.، بلغ تعداد سكانها 100 حسب تعداد اليمن لعام 2004.